# Râul Văleni, Arieș
Râul Văleni este un afluent al râului Arieș. 